# Mbeya
Mbeya er en by i den sydvestlige del af Tanzania, med et indbyggertal (pr. 2005) på cirka 280.000. Byen er hovedstad i en region af samme navn.